# Vanløse
Pour l’article homonyme, voir Vanløse (métro de Copenhague).

Carte des subdivisions de Copenhague, Vanløse est noté H.

Vanløse est l'un des 10 quartiers officiels de Copenhague, localisé au Danemark. Il se situe à l'ouest de la municipalité. Vanløse couvre une superficie de 6,69 km², et possède une population de 36 115 faisant de lui le plus petit quartier de Copenhagen de par sa population. 

## Personnalités
- Brian Laudrup, footballeur danois